# Poljubček
Poljubček (izvirno angleško Kiss, kiss) je prozno delo angleškega avtorja norveškega rodu, Roalda Dahla, ki je znan predvsem po mladinskih delih (Matilda, Veliki dobrodušni velikan, Charli in tovarna čokolade, Žirafa in Peli in jaz, Kavlež ifla, Poba, Čudoviti lisjak, Odvratne rime...). Delo je izšlo leta 1960 pri založbi Knopf in kasneje doživelo še veliko ponatisov. Leta 2008 je v prevodu Ane Barič Moder  izšlo pri založbi Sanje.   

## Vsebina
V  Poljubčku je zbranih enajst zgodb z naslovi Penzion, William in Mary, Pot v nebesa, Župnikov konjiček, Gospa Bixbyjeva in Polkovnikov plašč, Matični mleček, Sinček Martinček, Geneza in katastrofa, Edvard Osvajalec, Pujs, Prvak sveta. Za Dahlov stil pisanja je značilna unikatnost. Vsaka zgodba je mrakobna, življenjske situacije so predstavljene s črnim humorjem. Vsaka zgodba nas pretrese in prtegne na svoj način. Npr. v Genezi in katastrofi se metaforično srečamo z rojstvom majhnega in nemočnega Adolfa Hitlerja. V Matičnem mlečku oče hrani svojo bolehno dojenčico z matičnim mlečkom in jo počasi spreminja v veliko človeško čebelo, tako kot sebe v trota. Pri Williamu in Mary ona po moževi smrti obdrži pri življenju njegove možgane z enim očesom. Gospa Bixby je tista, ki naleti na težave, ko želi do svojega krznenega plašča, ki ga je prejela od ljubimca. Zdi se, da je vsak junak v zgodbah kaznovan na njemu primeren način. Avtor nam usode glavnih junakov predstavi na prefinjen način, situacije zaplete in jih razreši z obilico črnega humorja. 

## Izdaje in prevodi
Angleška izdaja knjige iz leta 1962 (COBISS)
Slovenska izdaja knjige iz leta 2008 (COBISS)